# Střešní výlez
Střešní výlezy, nebo řidčeji kominické výlezy, usnadňují přístup na střechu pro provedení prací na střeše.

## Minulost
Jejich rozvoj byl zapříčiněn topením pevnými palivy a s tím spojenou údržbu komínů, kde byl žádaný snadný přístup a právě výlez byl často jediné možné řešení. Přístup se tak stává jednoduchým a bezpečným.

## Současnost
Střešní výlezy dostaly i další funkci. Výlezy s průhlednou výplní totiž navíc prosvětlí podkrovní prostory, proto výlezů s výplní vyrobených z plechu ubývá a jsou nyní umísťovány ponejvíce na průmyslové objekty. Vyrábí se z různých materiálů a jejich uživatel může volit ve velmi pestré škále barev. Nemusí se bát nízké nebo složité časté údržby, protože u dnešních materiálů a technologických postupů toto prakticky odpadá.

## Budoucnost
Jejich budoucnost se může zdát být ohrožena, protože se z ekologických důvodů upouští od topení pevnými palivy a proto na řadě novostaveb už ani komín není vidět. Na druhou stranu však přibývá domů využívajících sluneční energii a přístup k solárním panelům na střeše je nutný. Tím střešní výlezy získávají znovu svou důležitost pro další generace.